# Werner Eschauer
Werner Eschauer es un tenista austríaco nacido el 26 de abril de 1974 en Hollenstein.

## Títulos

### Individuales (0)
Aún no ha cosechado triunfos en torneos ATP, sin embargo ha logrado 8 Challengers.
| Leyenda                |
| Grand Slam (0)         |
| Tennis Masters Cup (0) |
| ATP Masters Series (0) |
| ATP Tour (0)           |
| Challengers (8)        |

| N.º | Fecha    | Torneo                 | Superficie    | Oponente en la final | Resultado   |
| --- | -------- | ---------------------- | ------------- | -------------------- | ----------- |
| 1.  | 02/10/00 | Tangier, Marruecos     | Tierra batida | Nicolas Thomann      | 6-4 6-3     |
| 2.  | 23/07/01 | Budaors, Hungría       | Tierra batida | Juan Ignacio Chela   | 5-7 1-6     |
| 3.  | 21/10/02 | Seúl, Corea del Sur    | Dura          | Ígor Kunitsyn        | 6-2 RET     |
| 4.  | 16/06/03 | Braunschweig, Alemania | Tierra batida | Igor Andreev         | 6-1 7-6(2)  |
| 5.  | 22/08/05 | Geneva, Suiza          | Tierra batida | Damián Patriarca     | 6-3 6-1     |
| 6.  | 17/04/06 | Chiasso, Suiza         | Tierra batida | Simon Greul          | 6-1 6-2     |
| 7.  | 28/08/06 | Kranj, Eslovenia       | Tierra batida | Gorka Fraile         | 6-1 6-0     |
| 8.  | 05/02/07 | Wroclaw, Polonia       | Tierra batida | Tomáš Zíb            | 5-7 6-4 6-4 |

### Finalista en Individuales (1)
- 1999:
  - Challenger de Budapest, Hungría pierde ante Stephane Huet por 3-6 5-7 sobre tierra batida.
- 2002:
  - Challenger de Sofía, Bulgaria pierde ante Tomas Behrend por 0-6 3-6 sobre tierra batida.
  - Challenger de Banja Luka, Bosnia y Herzegovina pierde ante Tomas Behrend sobre tierra batida.
- 2003:
  - Challenger de San Remo, Italia pierde ante Tomas Behrend por 4-6 2-6 sobre tierra batida.
- 2004:
  - Challenger de Banja Luka, Bosnia y Herzegovina pierde ante Yuri Schukin por 6-7(3) 6-7(7) sobre tierra batida.
- 2006:
  - Challenger de Bérgamo, Italia pierde ante Nicolas Devilder por 6-1 5-7 4-6 sobre tierra batida.
  - Challenger de Rímini, Italia pierde ante Pablo Andújar por 6-3 1-6 5-7 sobre tierra batida.
- 2007
  - Challenger de Barletta, Italia pierde ante Carlos Berlocq por 6-3 6-7(7) 0-2 RET sobre tierra batida.
  - ATP de Amersfoort, Holanda pierde ante Steve Darcis por 1-6 6-7(1) sobre tierra batida.

### Clasificación en torneos del Grand Slam
| Torneo               | 2003 | 2002 | 2001 | 2000 | Títulos |
| -------------------- | ---- | ---- | ---- | ---- | ------- |
| Abierto de Australia | -    | -    | -    | -    | 0       |
| Roland Garros        | -    | -    | -    | 2r   | 0       |
| Wimbledon            | -    | -    | -    | 1r   | 0       |
| US Open              | 1r   | -    | -    | -    | 0       |
| Tennis Masters Cup   | -    | -    | -    | -    | 0       |

### Dobles (0)
| Leyenda                |
| Grand Slam (0)         |
| Tennis Masters Cup (0) |
| ATP Masters Series (0) |
| ATP Tour (0)           |
| Challengers (2)        |

| N.º | Fecha    | Torneo         | Superficie    | Pareja        | Oponentes en la final | Oponentes en la final | Resultado      |
| --- | -------- | -------------- | ------------- | ------------- | --------------------- | --------------------- | -------------- |
| 1.  | 04/10/04 | Roma, Italia   | Tierra batida | Florin Mergea | Francesco Aldi        | Francesco Piccari     | 6-7(5) 6-3 6-0 |
| 2.  | 14/11/05 | Puebla, México | Tierra batida | Alex Satschko | Santiago González     | Alejandro Hernández   | 6-1 6-4        |

### Finalista en dobles (1)
- 2004:
  - Challenger de Cagliari, Italia junto a Daniel Koellerer pierden ante Tomas Behrend y Giorgio Galimberti por 2-6 1-6 sobre tierra batida.
  - Challenger de Zell, Alemania junto a Rogier Wassen pierden ante Jean Claude Scherrer y Alexander Waske por 6-4 4-6 3-6 sobre tierra batida.
  - Challenger de Geneva, Suiza junto a Herbert Wiltschnig pierden ante Tomáš Cibulec y David Škoch por 2-6 4-6 sobre tierra batida.
  - Challenger de Canberra, Australia junto a Vasilis Mazarakis pierden ante Richard Fromberg y Chris Guccione por 1-6 2-6 sobre tierra batida.
- 2005:
  - Challenger de Oberstaufen, Alemania junto a Christopher Kas pierden ante Oliver Marach y Jean Claude Scherrer por 5-7 3-6 sobre tierra batida.
- 2008:
  - ATP de Buenos Aires junto Peter Luczak pierden ante Agustín Calleri y Luis Horna por 0-6 7-6(6) 2-10(MTB)